# Щербень
Щербе́нь (тат. Шәрбән) — село в Аксубаевском районе Татарстана, административный центр и единственный населённый пункт Щербенского сельского поселения.

## География
Село расположено в Западном Закамье на реке Щербень, в 10 км к западу от районного центра — посёлка городского типа Аксубаево.

## История
В «Списке населенных мест по сведениям 1859 года», изданном в 1866 году, населённый пункт упомянут как казённая деревня Щербень 2-го стана Чистопольского уезда Казанской губернии. Располагалась при речке Щербенке, по правую сторону торговой дороги из Чистополя в Самару, в 65 верстах от уездного города Чистополя и в 30 верстах от становой квартиры в казённом пригороде Билярске (Буляре). В деревне в 154 дворах жили 906 человек (454 мужчины и 452 женщины). Была мечеть.

## Население
| 1782 | 1859 | 1897 | 1908 | 1920 | 1926 | 1938 | 1949 | 1958 | 1970 | 1979 | 1989 | 2002 | 2010 | 2015 |
| ---- | ---- | ---- | ---- | ---- | ---- | ---- | ---- | ---- | ---- | ---- | ---- | ---- | ---- | ---- |
| 134  | 906  | 1265 | 1472 | 1687 | 1216 | 1119 | 937  | 931  | 1047 | 821  | 570  | 503  | 443  | 435  |

Национальный состав
Согласно результатам переписи 2002 года, в национальной структуре населения деревни татары составляли 100%.

### Комментарии
1. ↑  Расстояние измерено с помощью инструментария Яндекс.Карты
2. ↑  души мужского пола